# Iglesia de San Lorenzo (Madrid)
La iglesia de San Lorenzo es un templo católico de la ciudad española de Madrid, ubicado en el n.º 2 de la calle del Doctor Piga, en el barrio de Lavapiés. Es el centro de las celebraciones de la verbena de San Lorenzo en el barrio.

## Historia
Aunque se ha dicho alguna vez que la actual iglesia de San Lorenzo ocupa el solar en el que supuestamente hubo antaño una sinagoga, en el sector del barrio de Lavapiés, lo cierto es que en la época de los Reyes Católicos los límites de Madrid quedaban delimitados por la muralla medieval, por lo que esta zona era periurbana y no estaba edificada. Esa misma leyenda pretende que la calle que llega de frente a la fachada principal, tras la expulsión de los judíos pasó a denominarse calle de la Fe.
En el año 1541 y tras la división de la parroquia de la Santa Cruz, se creó la parroquia de San Sebastián que se convirtió en una de las más concurridas de la Villa. Para repartir la ferigresía se propuso la creación de una iglesia anexa a la parroquia de San Sebastián bajo advocación de San Lorenzo. Propuesta rechazada por el cura de San Sebastián, Juan Francisco Cabrera, pero que finalmente llevó a la construcción de una iglesia anexa para el servicio del barrio de Lavapiés, promovida el 21 de noviembre de 1662 e inaugurada en 1670. Se convirtió en parroquia independiente el 18 de junio de 1799.
Entre finales del siglo XIX y principios del XX, el párroco Francisco Hernando Bocos realizó grandes reformas en la iglesia, consiguiendo levantar una torre a expensas de varias limosnas y de su esfuerzo particular.
Aquella iglesia concluida en 1669 –de una sola nave y sencilla fachada con la estatua de San Lorenzo en hornacina sobre la portada–, sufrió varios incendios, el más destructor ocurrido justo 3 días después del alzamiento que provocaría la Guerra Civil, el 20 de julio de 1936, a manos de afines al Frente Popular de la república (miembros del partido socialista y comunista), que la dejó casi en ruinas. 
Peñasco y Cambronero la describen en 1889 como una de las «más mezquinas y pobres de la capital», dato que confirma Répide cuando al inicio del siglo xx escribe que era conocida popularmente como «la parroquia de las Chinches», nombre popular que también recoge Antonio Cabezas, comentando la costumbre de celebrarse en ella las «bodas de más rumbo». Entre 1942 y 1950 se reconstruyó un nuevo y modesto templo según traza de los hermanos Sixto y Antonio Cámara Niño, inaugurado el 9 de agosto de 1950.